# Зелихман, Соломон Маркович
Соломон Маркович Зелихман (2 [15] марта 1900, Кривой Рог, Херсонская губерния — 24 июля 1967, Москва) — советский художник, живописец и график.

## Биография
Родился 2 (15) марта 1900 года в местечке Кривой Рог.
В Красной армии с 15 мая 1919 года. Участник Гражданской войны в составе 1-й Конной армии.
В 1925—1928 годах учился в студии AXPP у П. Я. Павлинова в Москве. В 1936 году окончил курсы студии имени Грекова. В середине 1930-х годов окончил курсы для повышения квалификации художников Московского художественного института.
Член Союза художников СССР с 1939 года.
Во время Великой Отечественной войны занимался агитационно-массовым искусством.
Умер 24 июля 1967 года в Москве. Урна с прахом находится в колумбарии Нового Донского кладбища  города Москвы.

## Творческая деятельность
В середине 1920-х годов входил в центральную студию Ассоциации художников революционной России (АХРР), в 1935—1937 годах — Студию военных художников имени М. Б. Грекова.
Участвовал в выставках с 1933 года. В 1938 году участвовал в выставке «Рабоче-крестьянской Красной армии двадцать лет» в Москве.
Тиражные плакаты С. М. Зелихмана хранятся в собрании Саратовского областного музея краеведения. Работал в жанре станковой живописи, специализировался также на пейзажах.

### Основные произведения
- Прорыв фронта 1-й Конной армией;
- Атака конницы на Халкин-Голе;
- Конница Белова под Москвой;
- Рейд донских казаков Платова, 1812;
- Боевые эпизоды. Красная Армия отражает атаки озверелого фашизма, наносит врагу огромные потери[2] (плакат, 1941, совместно с И. У. Лифшицем);
- Боевые эпизоды. Наши силы неисчислимы. Зазнавшийся враг скоро должен убедиться в этом (плакат, 1941);
- Военный заём — новый удар по врагу! (плакат, 1942).